# Das Geständnis (Brigitte Reimann)
Das Geständnis ist eine Erzählung von Brigitte Reimann, die 1960 im Aufbau-Verlag in Berlin erschien.

## Inhalt
Der VEB Maschinenbau in M. will 1959 einen seiner Arbeiter, den am 30. März 1930 geborenen Martin D., zum Lehrerstudium delegieren. Zuvor – am 15. Mai 1959 um 15 Uhr – sucht Martin den Staatsanwalt K., Leiter der Bezirksstaatsanwaltschaft M., auf. Der angehende Lehrerstudent will reinen Tisch machen; muss ein Geständnis ablegen. Von seiner Braut Karla, einer unscheinbaren 18-jährigen Näherin, wurde er zu dem Schritt ermutigt. Das junge Mädchen mit den sanften grauen Augen hält fest zu ihrem Bräutigam; begleitet ihn bis vor das Zimmer 212 und wartet auf dem Flur vier Stunden lang.
Als 15-Jähriger war Martin in die braune Uniform gesteckt worden. Der Wachposten des Hitlerjungen mit weißer Armbinde befand sich am Bahnhof. Auf dem Gelände des Güterbahnhofs hatte er einen desertierten Angehörigen der Wehrmacht aufgestöbert und mit vorgehaltener Waffe zum Verlassen seines Unterschlupfs gezwungen. Martin hatte den Mann einer Streife der Feldgendarmerie übergeben. Brigitte Reimann erzählt, Deserteure wurden Ende April 1945 erschossen oder erhängt.
Staatsanwalt K. lässt Martin das Protokoll unterschreiben, schickt ihn aus dem Zimmer und zieht zwei Kollegen hinzu. Das Ergebnis der Beratung: Es wird kein Verfahren eingeleitet. Denn Martin hat sich freiwillig gestellt und in den vergangenen vierzehn Jahren als nützliches Mitglied der Gesellschaft erwiesen. Er darf mit Karla nach Hause gehen.

## Form
Martin beichtet dem Untersuchungsrichter K. sage und schreibe vier Stunden lang haarklein mit langatmigen Abstechern, was für eine tüchtiger Kerl er nach 1945 gewesen sei. Er habe in der zerbombten Stadt den Schutt weggeräumt, er habe sich im Beruf stetig weitergebildet, er habe ab 1950 die FDJ-Gruppe in seinem VEB belebt und so fort. Zunächst mutet diese Konstruktion Brigitte Reimanns beinahe lächerlich an. Es geht doch um „Beihilfe zu Mord“. Aber der Entscheid der drei Staatsanwälte ist nur zu verstehen, wenn eben Martins von 1945 bis 1959 gezeigter Aufbauwille eingerechnet wird.
Die Geschichte ist raffiniert konstruiert. Martins Vergehen wird erst am Textende preisgegeben. Zudem erfolgt der Vortrag auf mehreren Ebenen. Martins Geschichte – erzählt gleichsam auf der Hauptebene – wurde oben ganz grob skizziert. Dann ist da noch die Ebene, auf der Karla hinter der Bürotür wartet, erwähnenswert. Und die Geschichte wahrer Liebe nach mancher Enttäuschung Martins mit anderen jungen Mädchen wird auch noch auf einer extra Ebene ausgebreitet.
Staatsanwalt K. lässt Martin reden und reden bis zum Überdruss. Nur selten wird Martin unterbrochen; einmal mit der Frage nach dem 17. Juni 1953. Brigitte Reimann widmet dem Aufstand reichlich zwei Seiten. An solchen Stellen merkt der Leser auf und muss hinterher gestehen, das Pathos (siehe unten) abgerechnet, Martin erzählt glaubhaft.

## Interpretation
Wie der Arbeiterjunge Martin den Wiederaufbau nach 1945 in seinem Maschinenbaubetrieb beschreibt, den Weg vom Lehrling zum Facharbeiter mit Meisterprüfung geht, das strapaziert die Nerven selbst des geduldigeren modernen Lesers.

## Rezeption
- Martins Sündenbekenntnis habe Brigitte Reimann – als tragendes Motiv gesehen – aus der Bibel. Vor der Absolution stehe die Beichte.[6] Noch sei die Autorin uneingeschränkt für die DDR. Kritische Untertöne kann Wiesener aus dieser frühen Erzählung nicht heraushören.[7]

### Textausgaben
Erstausgabe
- Brigitte Reimann: Das Geständnis. Aufbau-Verlag, Berlin 1960. 88 Seiten

Verwendete Ausgabe
- Das Geständnis. S. 133–197 in: Brigitte Reimann. Die Frau am Pranger. Das Geständnis. Die Geschwister. 352 Seiten. Verlag Neues Leben, Berlin 1969, Leinen

### Sekundärliteratur
- Barbara Wiesener: Von der bleichen Prinzessin, die ein purpurrotes Pferd über den Himmel entführte – das Utopische im Werk Brigitte Reimanns. Univ. Diss. Dr. phil., Potsdam 2003, 236 Seiten